# 名偵探柯南：紺碧之棺
《名偵探柯南：紺碧之棺》，是日本漫画家青山剛昌漫画系列《名偵探柯南》的第11部剧场版，片長107分鐘。2007年4月21日在日本上映、2007年7月20日在台灣上映、2007年10月18日在香港上映，在日本有25.3億日圓的票房收益。该片的片尾字幕背景是在巴哈马拍摄的。

## 本作特色
- 故事帶有沖繩群島「紺碧島」的古老傳説
- 找出傳説所帶出的訊息
- 故事中二位女海盜為歷史上真實人物
- 解開有三百年之久的神秘暗號
- 探索「神海島」上的海底宮殿
- 尋寶殺人案件以及300年前的海盜傳說構成明暗兩線

## 劇情簡介
佐藤警官和高木警官在東京與一名強盜進行汽車追逐。佐藤利用他熟練的駕駛技術將強盜的汽車逼入牆角並將其掀翻。隨後被捕的強盜嘴裡咕噥著「神海島」和「Jolly Roger」等意味深長的話語，然後失去了知覺。
第二天，在毛利小五郎的帶領下，柯南、小蘭、園子、阿笠博士、少年偵探團一行人前往位於太平洋中的美麗小島「神海島」渡假卻因為無法入住酒店轉而改住民宿中，並遇到了一群聚集在一起尋找寶藏的尋寶者。「神海島」這座島嶼自古流傳著一則有關於沉沒在海底的古代遺跡「海底宮殿」以及300年前實際存在的女海盜「安·寶尼」、「瑪麗·麗德」所遺留下來的寶藏傳說。出於興趣，柯南和少年偵探團去島上旅遊部門組織的尋寶活動，而小蘭和園子則去潛水並享受他們的假期，小五郎則在酒吧喝酒。
第二天，正在享受潛水樂趣的小蘭和園子意外遇到一群正在尋找寶物的寶藏獵人(田山資悅、松本光次和伊豆山太郎)，當小蘭和園子正在享受潛水的樂趣時目睹那些寶藏獵人遭到鯊魚群的攻擊，小蘭與園子在山口喜美子潛水教練的帶領下，幸運逃離鯊魚群的攻擊，並游上海面。在尋找寶藏的寶藏獵人三人中，其中一位突然遭到鯊魚群的攻擊最後還是不幸身亡。聞訊趕來的柯南發現這名獵人的死因相當詭異於是便與灰原一起展開調查案件的經過。柯南發現那位獵人的潛水服附有魚血的薄塑料袋，柯南解釋道，隨著潛入海中水壓不斷增加，在一定深度後，塑料袋破裂，導致魚血流出，吸引了鯊魚群。因此柯南認為這是一起謀殺事件，可能是有人將塑料袋放在潛水服中。此外，專程從東京趕來的目暮警官透露，這些尋寶者與昨天在東京發生的搶劫案的兇手有關。柯南等人一邊尋找著行蹤詭異的尋寶獵人的下落，一邊試圖解開那則疑似為整個事件起因的寶藏傳說以及罪案現場海底宮殿的謎題。
當天夜裡，島上的觀光館遭到尋寶獵人們盜竊，而在逃跑途中，他們遭到不明人物的狙擊，並引發一連串的混亂。
少年偵探團與柯南一行人在美馬先生的協助下，經過一番調查之後找到一個神秘的名詞「JOLLY ROGER（海盜旗）」，另一方面，小蘭和園子正打算和喜美子去海灘上遊玩，在準備出發之際， 竟被尋寶獵人們劫持，抵達海灘之後，尋寶獵人認為喜美子沒有利用價值，打暈了她。帶著小蘭和園子出海前往賴親島尋找寶藏。正當柯南就快要將整個傳說的謎題解開之際，喜美子來到民宿想找毛利小五郎求救，但毛利在公所與警視廳的人在開會，並告訴美馬先生說小蘭一行人被尋寶獵人劫持。
柯南聽聞消息後，獨自前往「海底宮殿」，去救小蘭及園子。寶藏獵人原來是想利用小蘭和園子來引誘鯊魚群，好讓他們能順利進入海底宮殿的入口，最終小蘭和園子在海底互助，遠離了鯊魚群，也進入到了入口。隨後尋寶獵人在海底宮殿中一路闖關後，發現了一艘海盜船，在船裡並沒有發現寶藏，想要藉此逃之夭夭，於是他們試圖消滅小蘭和園子。隨後，柯南的出現踢出足球擊暈了寶藏獵人， 還察覺到殺害他們同伴的犯人——神海島觀光課長岩永城兒，也偷偷跟了過來。岩永策劃海島尋寶的真正目的是為了讓遊客解開寶藏之謎。 就在這時，一場地震導致出口被堵塞，海水湧入神殿。柯南靈機一動，利用神殿內噴出的甲烷氣體引發爆炸，讓海盜船浮上水面，一行人成功逃脫。與前來幫忙的小五郎和警視廳的警官會合。 海盜船突然斷裂，柯南一行人以及犯人，跳入海裡，在被救援船救起的同時，海盜船沉入海中。柯南推測，這艘海盜船本身正是財寶的真相，柯南推斷海盜船就是寶藏的真實身份，而藏寶圖是安妮寫給瑪麗的一封信，然而，美馬先生解釋道，這艘船是安妮為了和之後出獄的瑪麗能再次實現縱橫七大洋的夢想而建造的，只是瑪麗最終在監獄中生病過世，安妮也在等待瑪麗出獄的過程中去世，只剩下這艘船一直被關在像海底之棺一樣的洞窟裡，等待重見天日的那一天，直到300年後的今天，在這段最初也是最後的航行中，把小蘭一行人送出海面，就像追隨兩位主人一樣消失在大海裡。 而就在柯南等人目送那艘海盜船消失在海底的時候，刻有安妮與瑪麗手持手槍與彎刀的海盜旗，也緩緩沉入海中。

## 登場人物

### 原作角色
| 角色         | 配音       | 配音     | 配音     | 簡介 |          |
| 角色         | 日本       | 臺灣     | 香港     | 簡介 |          |
| 主要角色     | 主要角色   | 主要角色 | 主要角色 | 主要角色 | 主要角色 |
| ------------ | ---------- | -------- | -------- | --- | -------- |
| 江戶川柯南   | 高山南     | 蔣篤慧   | 周恩恩   | 本作男主角，原是知名的關東高中生偵探工藤新一，因被黑暗組織的琴酒灌下毒藥而身體縮小，化名為江戶川柯南寄住在毛利家中並暗中調查黑暗組織。 |          |
| 工藤新一     | 山口勝平   | 劉傑     | 李家傑   | 本作男主角，原是知名的關東高中生偵探工藤新一，因被黑暗組織的琴酒灌下毒藥而身體縮小，化名為江戶川柯南寄住在毛利家中並暗中調查黑暗組織。 |          |
| 毛利蘭       | 山崎和佳奈 | 魏晶琦   | 王夢華   | 本作品女主角，新一的青梅竹馬，運動神經發達，擅長空手道，曾獲得全國高中空手道關東大賽的冠軍。                                           |          |
| 鈴木園子     | 松井菜櫻子 | 陶敏嫻   | 莊巧兒   | 小蘭的好友兼同學，鈴木財團的二千金，時常邀請毛利家參加各式的宴會活動，與京極真是戀人關係。                                             |          |
| 毛利小五郎   | 神谷明     | 官志宏   | 黃志明   | 小蘭的父親，英理的丈夫，私家偵探，外號沉睡小五郎，原刑警，辭職後在家開設毛利偵探事務所。                                               |          |
| 朋友相關角色 |            |          |          | |          |
| 阿笠博士     | 緒方賢一   | 徐健春   | 周永光   | 工藤家的鄰居兼好友，科學家兼發明家，會發明出一些道具讓柯南在案件中使用，在灰原哀逃離黑暗組織後收留她。                                 |          |
| 灰原哀       | 林原惠     | 魏晶琦   | 鄧潔麗   | 柯南的搭檔兼好友，本名宮野志保，原黑暗組織科學家雪莉。吃下毒藥而縮小身體，逃離組織後寄住在阿笠家中，並化名灰原哀。                     |          |
| 吉田步美     | 岩居由希子 | 陶敏嫻   | 莊巧兒   | 三人為帝丹小學一年級生，後來與轉學生柯南和灰原一同組成少年偵探團。                                                                     |          |
| 小嶋元太     | 高木涉     | 劉傑     | 陳志強   | 三人為帝丹小學一年級生，後來與轉學生柯南和灰原一同組成少年偵探團。                                                                     |          |
| 圓谷光彥     | 大谷育江   | 魏晶琦   |          | 三人為帝丹小學一年級生，後來與轉學生柯南和灰原一同組成少年偵探團。                                                                     |          |
| 警察相關角色 |            |          |          | |          |
| 目暮十三     | 茶風林     | 徐健春   | 黃啟明   | 警視廳搜查一課的警官（警部），曾是毛利小五郎的上司，經常在兇案現場要求部下調查相關證據。                                               |          |
| 白鳥任三郎   | 井上和彦   | 官志宏   | 陳健豪   | 警視廳搜查一課的警官（警部），出身於豪門。                                                                                             |          |
| 佐藤美和子   | 湯屋敦子   | 魏晶琦   |          | 警視廳搜查一課的警官（警部補），擁有極多追求者，有著「警視廳之花」的稱呼，與高木涉是戀人關係。                                         |          |
| 高木涉       | 高木涉     | 劉傑     | 李家傑   | 警視廳搜查一課的刑警（巡查部長），會聽小孩的意見，與少年偵探團關係極好，與佐藤美和子是戀人關係。                                       |          |

### 本作角色
| 角色         | 配音       | 配音     | 配音     | 簡介 |          |
| 角色         | 日本       | 臺灣     | 香港     | 簡介 |          |
| 本作要角     | 本作要角   | 本作要角 | 本作要角 | 本作要角 | 本作要角 |
| ------------ | ---------- | -------- | -------- | --- | -------- |
| 岩永城兒     | 堀内贤雄   | 徐健春   | 周永光   | 32歲，神海岛观光课课长，負責接待來自東京的毛利小五郎一行人。擅長演戲、裝傻。本性貪婪。是個城府極深、相當狡猾，一心想要得到寶藏的人。讓寶藏獵人松本光次和伊豆山太郎探路，先去藏寶地點，偷竊了獵友會峰尾先生的獵槍並射傷伊豆山。 |          |
| 松本光次     | 中田讓治   | 徐健春   | 陳健豪   | 38歲，宝藏猎人三人組當中的首領，實際上為国际通缉犯，伊豆山太郎、田山資悦之同伴。 |          |
| 伊豆山太郎   | 神奈延年   | 官志宏   | 李家傑   | 39歲， 宝藏猎人三人組，松本光次、田山資悦之同伴。 |          |
| 田山資悦     | 黑田崇矢   | 徐健春   |          | 35歲，宝藏猎人三人組，松本光次、伊豆山太郎之同伴，最後被鯊魚咬死，宣告不治。 |          |
| 马渕千夏     | 大本真基子 | 蔣篤慧   | 鄧潔麗   | 27歲，“GOROTO”潜水店业主，峰尾之侄女。 |          |
| 山口喜美子   | 仓田雅世   | 陶敏嫻   |          | 25歲，“GOROTO”潜水店员工，潜水指导员，正義感強烈，因此一度與寶藏獵人產生爭執。 |          |
| 上平         | 稻叶实     | 劉傑     | 李家傑   | 55歲，警察，神海岛在职巡查。 |          |
| 美马和男     | 穗积隆信   | 劉傑     | 黃啟明   | 67歲，神海岛民宿“神海庄”业主，渔夫，年轻时曾为宝藏猎人，似乎知道寶藏是什麼。 |          |
| 其他配角     |            |          |          | |          |
| 強盗犯       | 黑田崇矢   | 徐健春   |          | 帶著魯邦三世面具的強盜。 |          |
| 警察無線電   | 廣田行生   | 官志宏   | 陳志強   | 與高木涉通話的警察官。 |          |
| 醫生         | 岡和男     | 官志宏   | 周永光   | 神海岛民宿“神海庄”医師。 |          |
| 觀光館廣播   | フリハタ   | 劉傑     | 黃志明   | 少年探偵團觀看神海島海底宮殿寶藏影片的解說。 |          |
| 旅館服務員   | 田中一成   | 劉傑     | 周永光   | |          |
| 居酒屋老闆娘 | 片岡富枝   | 陶敏嫻   | 莊巧兒   | |          |
| 店員         | 早水理沙   | 陶敏嫻   | 王夢華   | 目睹佐藤和高木捉強盜犯的便利店店員。 |          |

## 音樂
| 類別   | 曲名                       | 作詞              | 作曲     | 編曲 | 演唱              |
| ------ | -------------------------- | ----------------- | -------- | ---- | ----------------- |
| 主題曲 | 宛如横渡七海的风（日语：七つの海を渡る風のように） | 愛內里菜&三枝夕夏 | 大野愛果 |      | 愛內里菜&三枝夕夏 |

- 台灣
  - 發售日期：2007年4月11日
  - 唱片公司：GIZA studio（台灣由日商美音亞洲股份有限公司代理發行）
  - 單曲編號：初回盤 GZCA-4092 ／ 通常盤 GZCA-4093

### 原聲帶
- 大野克夫
  - 發售日期：2008年4月18日
  - 唱片公司：B-Gram RECORDS （台灣由新光美音代理發行）
  - 專輯編號：JBCJ-9022 ／ 台壓盤 SBCA-7001

#### 歌曲
1. カーチェイス
2. ディスティニー アイランド
3. マリーナ
4. 名探偵コナン メイン・テーマ 紺碧ヴァージョン
5. ザ ステージ
6. ファンタジック
7. アンダーウォーター~シーパレス
8. トレジャー チルドレン A
9. ダイビング
10. シャーク フィアー
11. トレジャー チルドレン B
12. シンクロ ワーズ
13. ワッツ ハプニング
14. ケース ブレイク
15. アクセント タッチ~コンティニュー
16. アレステッド
17. インターナショナル ケース (インシデント)
18. コンシダレーション
19. キャプテン メグレ
20. フォース
21. アン&メアリ
22. ジョリー・ロジャー
23. ディベロプメント
24. エスケープ!
25. ブロークン
26. シャーク テラー
27. アタック シャーク
28. エントランス
29. コナンズ アイ
30. アピアランス
31. ライク アン&メアリ
32. ヒーロー カミング
33. インファレンス
34. ザ クライシス
35. ビッグ トレジャー
36. トゥルー インテンション
37. ディープ ブルー メモリー
38. フォロー ウィンド <ボーナストラック>
39. アット ミッドタウン <ボーナストラック>

## 工作人員
- 原作：青山剛昌
- 監督、分鏡：山本泰一郎
- 脚本：柏原宽司
- 分鏡協力：龟垣一、大宙征基、影山楙倫、辻泰永
- 演出：山本泰一郎、河村明夫、辻泰永
- 人物設定 / 總作畫監督：須藤昌朋
- 作品設計、作画監督：山中純子
- 機械設計：牟田清司、清水義治
- 作画監督補：牟田清司、清水義治、堀内博之、金井次郎、金澤比呂司、糸島雅彦、石井繁
- 色彩設計：西香代子
- 美術監督：涩谷幸弘
- 摄影監督：野村隆
- 3D CGI 製片人：後藤優一
- 剪辑：岡田輝满
- 音響監督：井澤基
- 音乐：大野克夫
- 故事編輯：飯岡順一
- 助理製作人：永井幸治、北田修一、石山桂一、浅井認
- 動畫製作人：西村政行
- 製作人：諏訪道彦、吉岡昌仁
- 動畫制作：TMS/V1 Studio
- 「名偵探柯南 紺碧之棺」製作委員會 
  - 小学馆
  - 读卖电视台
  - 日本电视台
  - ShoPro
  - 东宝株式會社
  - TMS Entertainment
- 发行：東宝

## 票房
日本
- 上映日期：2007年4月21日
- 票房紀錄：約26億日幣（約兩千萬美金／約6.6億台幣）

台灣
- 上映日期：2007年7月20日
- 票房紀錄：2000餘萬
- 代理公司：普威爾

香港
- 上映日期：2007年10月18日
- 票房紀錄：250萬港元
- 代理公司：新一影業

## 發行

### 影碟
台灣
- VCD發售:2007年12月11日（發行商：普威爾）
- DVD發售:2008年1月24日（發行商：普威爾）
- 藍光光碟發售：2011年7月14日（發行商：普威爾）

香港
- DVD發售：2008年5月17日（发行商：亞洲影帶）
- VCD發售：2008年5月23日（发行商：亞洲影帶）

### 書籍
| 冊數 | 小學館         | 小學館                 | 青文出版社     | 青文出版社            |
| 冊數 | 發售日期       | ISBN                   | 發售日期       | ISBN                  |
| ---- | -------------- | ---------------------- | -------------- | --------------------- |
| 上   | 2007年11月16日 | ISBN 978-4-09-121194-1 | 2008年9月17日  | ISBN 978-986-209267-5 |
| 下   | 2007年12月15日 | ISBN 978-4-09-121195-8 | 2008年10月15日 | ISBN 978-986-209611-6 |

## 外部連結
- 互联网电影数据库（IMDb）上《名偵探柯南：紺碧之棺》的资料（英文）
- 名探偵コナン 紺碧の棺公式サイト - ウェイバックマシン（2007年7月1日アーカイブ分）
- 名探偵コナン 紺碧の棺 （页面存档备份，存于） - トムス・エンタテインメント
- 名探偵コナン 紺碧の棺 （页面存档备份，存于） - 東宝
- 名探偵コナン 紺碧の棺 （页面存档备份，存于） - allcinema
- 名探偵コナン 紺碧の棺 （页面存档备份，存于） - KINENOTE
- Detective Conan Jolly Roger in the Deep Azure （页面存档备份，存于） - オールムービー
- 名探偵コナン 紺碧の棺 （页面存档备份，存于） - 映画.com
- 名探偵コナン 紺碧の棺 （页面存档备份，存于） - Movie Walker
- 名探偵コナン 紺碧の棺 （页面存档备份，存于） - SF MOVIE DataBank